# Sjaak Swart
Sjaak Swart, född den 3 juli 1938 i Muiderberg, är en nederländsk före detta fotbollsspelare som spelade för Ajax. Han spelade nästan 600 matcher och innehar klubbens rekord för flest spelade matcher.